# Jean Girardot de Nozeroy
Jean Girardot de Nozeroy, seigneur de Beauchemin, né à Salins dans le comté de Bourgogne en 1580 et mort le 8 février 1651 dans la même ville, est un historien, avocat, homme politique, intendant des armées comtoises et membre du parlement de Dole. Il est un personnage majeur du gouvernement comtois pendant la guerre de Dix Ans,.

## Biographie
Jean Girardot est né en 1580 dans une famille de la petite noblesse jurassienne. Sa famille est originaire de Vadans près d'Arbois. Son grand-père Pierre est secrétaire de la ville de Salins puis contrôleur des sauneries. Son père Louis est docteur en droit et Lieutenant général du bailli, a épousé Margueritte de Nozeroy.

### Le temps des succès
Après ses études, il devient en 1604 avocat au parlement de Dole. En 1622 il est envoyé en mission diplomatique à Bruxelles pour demander des renforts militaires. Il se marie le 24 janvier 1623 avec Étiennette de Merceret. En 1626, il obtient le droit d'ajouter le nom de sa mère au sien. Il se voit ensuite confié plusieurs missions diplomatiques qui lui valent de se faire remarquer. Le 30 mai 1629, il devient conseiller au Parlement, poste qui fait de lui une personnalité politique de premier plan dans le comté de Bourgogne.En 1632, son ascension continue : il est nommé intendant des armées comtoises et est chargé de la logistique et de l'approvisionnement. Il devient en même temps l'adjoint de Gérard de Watteville marquis de Conflans, le commandant en chef des troupes comtoises. Les deux hommes s'entendent parfaitement et ont la même vision stratégique: renforcer les places fortes et les grandes villes et n'affronter l'ennemi sur le champ de bataille que si la victoire est possible. Ensemble ils organisent, avec un certain succès, la résistance contre les troupes françaises et suédoises et obtiennent des victoires notamment à Lure en 1635,.
Il contribue grandement, avec Gérard de Watteville, à la levée du siège de Dole en 1636 en aidant à mettre sur pied une armée de secours commandée par le comte de Bussolin . Peu après le succès du siège de Dole sur les Français, il prépare, toujours en collaboration avec Watteville, la campagne de Bresse et de Bugey. Celle-ci ne sera qu'un demi succès: bien que Watteville en Bresse et Bussolin dans le Bugey obtiennent des victoires décisives (bataille de Savigny, siège d'Oyonnax, siège d'Arbent…), mais doivent avorter leurs campagnes par manque de renforts et ordonnance du parlement. Celui-ci espère en effet obtenir un statut de neutralité pour le Comté, et toute agression comtoise compromettrait ce plan. Aussi les armées comtoises quittent la Bresse et le Bugey, sans avoir pu prendre Louhans ni établir une occupation à long terme du Bugey. En mars 1637, le marquis de Conflans est limogé à la suite de la bataille de Cornod. C'est le marquis de Saint-Martin qui avait succédé l'année précédente à Ferdinand de Rye comme gouverneur du comté, qui devient commandant en chef des troupes comtoises. Les trois commandants que comptera l'armée comtoise le conserveront comme intendant des armées et tous verront en lui quelqu'un de capable et d’efficace. Avec le marquis de Saint-Martin, il collaborera de nouveau à la défense du comté et au printemps 1637, il est chargé par ce dernier de contrôler les défenses de la ville de Salins et d'en prendre le commandement militaire. Avertis par un système de renseignement efficace, il prend les devants pour organiser la défense contre l'avancée française à l'été 1637 qui s'approche alors de la ville. Ses actions permettent d'écarter alors la menace: les français renoncent à leur attaque.

### La monté des oppositions
Dur et intransigeant avec les habitants de Salins, il fut accusé d'outrepasser ses droits À partir de cette période, Girardot va accumuler des ennemis, comme la population de Salins et des parlementaires comme Jean Boyvin, son rival en politique. Le parlement écrira d'ailleurs au magistrat de Salins pour que le maire de Salins récemment élu, le chevalier de Duprel d'Arloz, soit dorénavant le seul décideur. Malgré le soutien de Madrid et du gouverneur, le marquis de Saint-Martin, il décide de se mettre en retrait de la vie politique et militaire dans le château de Sainte-Anne qu'il commandera durant toute l'année 1639. D'ailleurs, Bernard de Saxe-Weimar, à la tête de quelques troupes  viendra reconnaître le château mais désespérant de s’en emparer de vive force, il emploiera diverses ruses pour le surprendre mais sans succès.
L'année suivante il retrouve son poste à Salins, puis va commencer une lente reconquête du pouvoir qui lui permettra d’accéder à la vice-présidence du parlement. En octobre 1641 il est chargé de diriger la défense du comté dans le bailliage d'Amont (actuelle Haute-Saône). Mais ce retour aux avant-postes va s’atténuer en décembre 1641 avec la mort de son soutien : le marquis de Saint-Martin. Son prédécesseur, le nouveau gouverneur Claude de Bauffremont, baron de Scey, le maintient dans sa fonction et lui confirme sa confiance. Mais ce dernier va réduire les effectifs de l'armée comtoise déjà bien éprouvée. Si bien qu'en 1643, il cesse de fait d'être intendant aux armées: l'armée comtoise réduite et taillée en pièces par ses ennemis depuis des années, n'existe plus.
Écarté progressivement de la vie politique, il se retire en 1648 dans sa maison de Montigny, après avoir pourtant obtenu le poste de vice-président du parlement. Il y écrit différents ouvrages et notamment son "Histoire de dix ans de la Franche-Comté de Bourgogne". Cet ouvrage est l'un des rares témoignages de la vision comtoise du conflit. C'est lui qui est l'auteur de l'appellation "guerre de Dix Ans" pour désigner la guerre qu'il venait de vivre.
Il laisse derrière lui une réputation d'un bon organisateur et d'un grand travailleur au service de l'Espagne.

## Postérité
Jean Girardot eut trois fils dont aucun ne laissa de postérité.
- Louis Claude Girardot de Nozeroy né en 1631, Capucin
- Guérard Girardot de Nozeroy (1633-1684), Seigneur de Beauchemin
- François Girardot de Nozeroy né en 1634, Officier dans l'armée

## Armes
« Écartelé : au 1er et 4e d'azur au chevron d'or accompagné de 3 croisettes de même, qui est Girardot ; au 2e et 3e : d'azur à 3 colombes d'argent, becquées et membrées de gueule, qui est de Nozeroy ».

## Œuvres
- État de la négociation des sieurs de Byarne et de Beauchemin à la cour de S. M. Philippe IV en l'an 1626, publié pour la première fois, d'après le manuscrit, par Maurice Perrod (1901)
- La Franche-Comté protégée de la main de Dieu contre les efforts des François en l'an 1636. Avec une introduction et des notes par Émile Longin (1900)
- Le livre de la retraite du sieur Girardot de Nozeroy, seigneur de Beauchemin, conseiller en la cour souveraine du Parlement de Dole, intendant des armées de la province (publié en 1900)
- La Franche-Comté protégée de la main de Dieu contre les efforts des François en l'an 1636. Avec une introduction et des notes par Émile Longin, publié en 1900
- Histoire de dix ans de la Franche-Comté de Bourgogne, 1632-1642, publié en 1843 à Besançon[11] (Lire en ligne)